# Sint-Martinuskerk (Vlodrop)
De Sint-Martinuskerk is een kerkgebouw in Vlodrop in de gemeente Roerdalen in de Nederlandse provincie Limburg. De kerk staat aan de kruising van de Markt, Kleine wal, Kerkstraat en Kerkbergweg aan de zuidkant van het dorp. De kerk staat vanuit het dorp gezien amper op een verhoging, maar gezien vanuit buiten het dorp aan de zuidzijde staat de kerk op een verhoging, een kerkberg. Ook eerdere kerken van Vlodrop hebben op een kerkberg gestaan. Naast de kerk gaat de Kerkbergweg de helling af en komt uit bij een Mariakapel.
De kerk is gewijd aan Sint-Martinus en staat in het rijksmonumentenregister vanwege in de kerk aanwezige postbarokke altaren, enkele beelden, twee schilderijen en een neogotisch altaar met twee beelden uit de oude kerk.

## Geschiedenis
Aan het eind van de 8e eeuw is waarschijnlijk de parochie Vlodrop ontstaan toen de zendelingen Wiro, Plechelmus en Otger in de streek het christendom kwamen verkondigen. Vermoedelijk heeft men toen reeds de eerste houten kerkje of kapel gebouwd in Vlodrop.
In 1190 werd er voor het eerst melding gemaakt van de parochie Vlodrop-Karken-Posterholt.
In 1277 werd er in de kronieken gemeld dat de parochie toegewijd was aan Martinus van Tours.
In een decreet van 20 mei 1430 van Paus Martinus V werd Vlodrop aan het kapittel van Sint Odilienberg toegevoegd.
In 1559 werd Karken tot zelfstandige parochie verheven.
In 1803 werd Posterholt tot zelfstandige parochie verheven.
In 1782 werd er een nieuwe parochiekerk gebouwd. Op 10 november 1782 nam men de kerk in gebruik. Het was een bakstenen kerk met een rechthoekig grondplan, voorzien van een zware vierkante half ingebouwde westtoren met ingesnoerde torenspits. Op 2 december 1782 werd het kerkhof (dat rond de kerk lag) gewijd en in datzelfde jaar werd er een muur rondom heen gebouwd. Op deze plaats ligt in de 21e eeuw nog steeds het kerkhof, maar zonder kerk. Later werd er aan de zuidzijde van de kerk ook sacristie gebouwd.
In 1929-1930 werd ter vervanging van de nabijgelegen oude kerk een nieuwe kerk gebouwd naar het ontwerp van Caspar Franssen. Deze kerk werd meer oostelijker gebouwd.
In 1944-1945 raakte de kerk zwaar beschadigd. In 1946-1947 herstelde men de kerk naar ontwerp van Joseph Franssen, de zoon van de oorspronkelijke architect.
In 1954 werd de toren pas gereconstrueerd.

## Opbouw
Het niet-georiënteerde bakstenen kerkgebouw in neoromaanse stijl bestaat uit een toren aan de noordzijde met ingesnoerd tentdak, een driebeukig schip met zeven traveeën in basilicale opstand en een koor van een travee met een halfronde sluiting. Het dak van het koor ligt lager dan het schip en het dak van het koor lager dan het koor.

## Inventaris
De kerk bezit een hardstenen doopvont (einde 18e eeuw), glas-in-loodramen van Joep Nicolas, beelden van Sint-Jozef en Sint-Martinus door Charles Brouns, en een 18e-eeuws kruisbeeld.

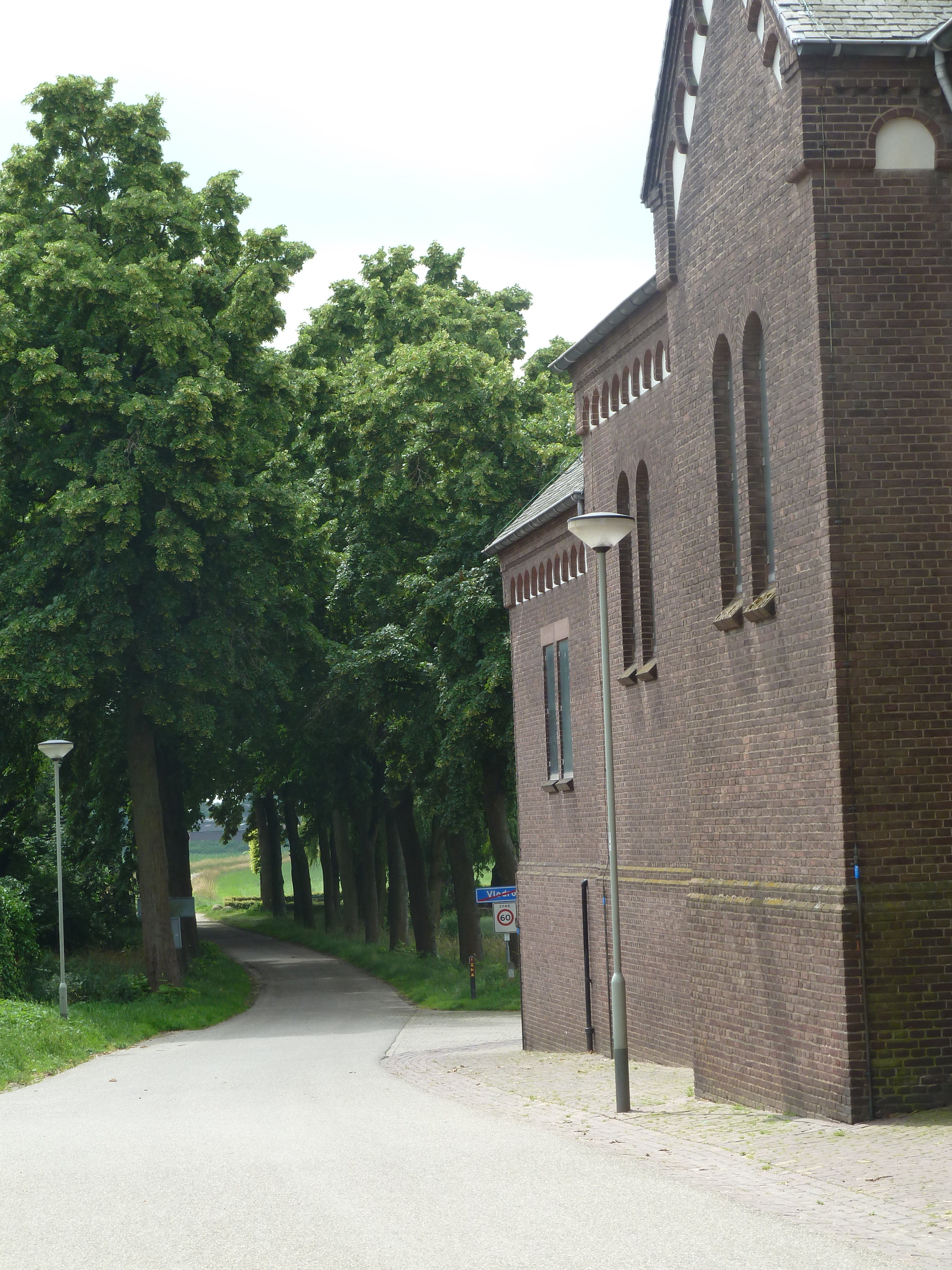
De helling af van de kerkberg
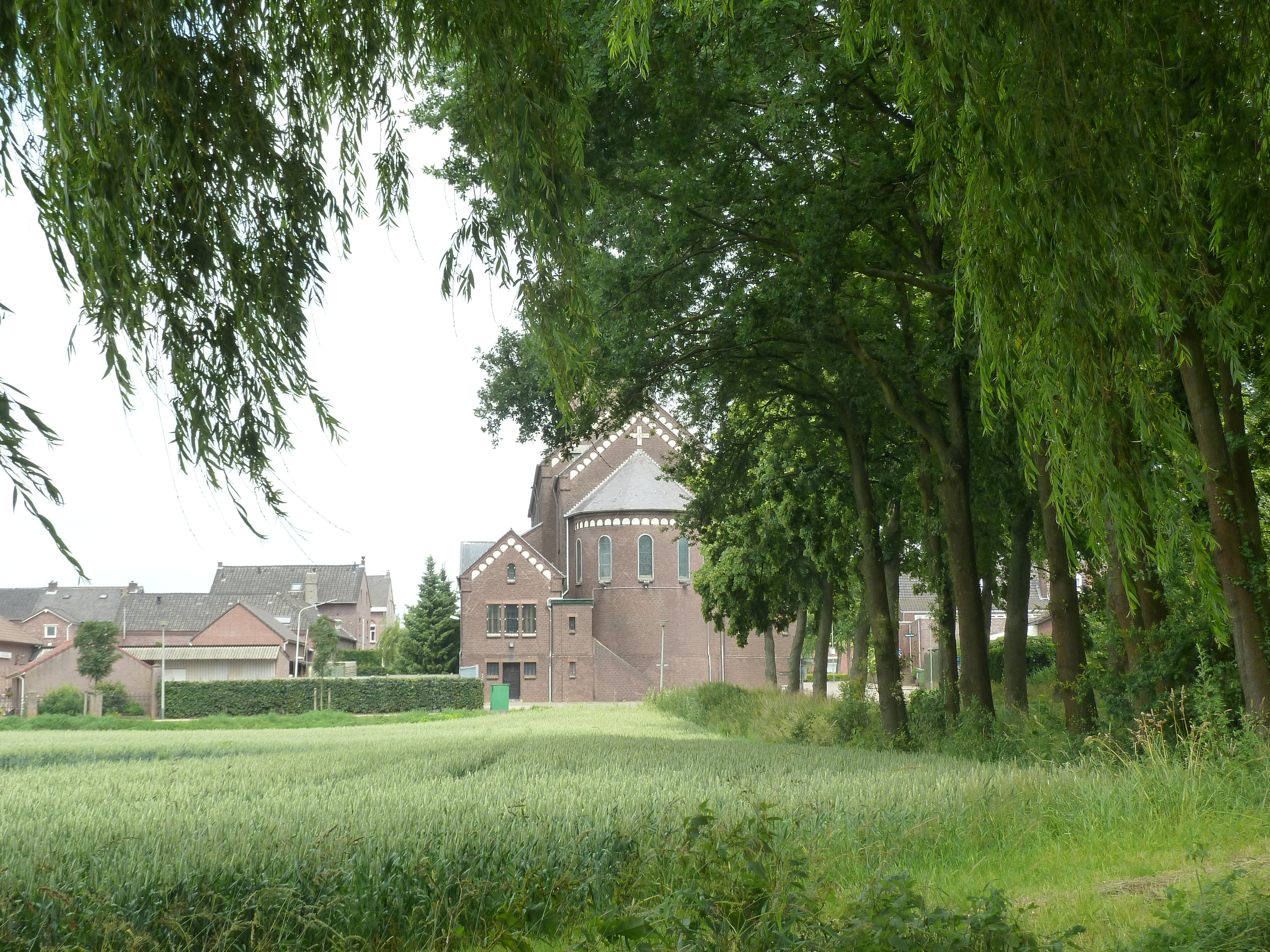
De kerk gezien vanaf de Mariakapel achter de kerk
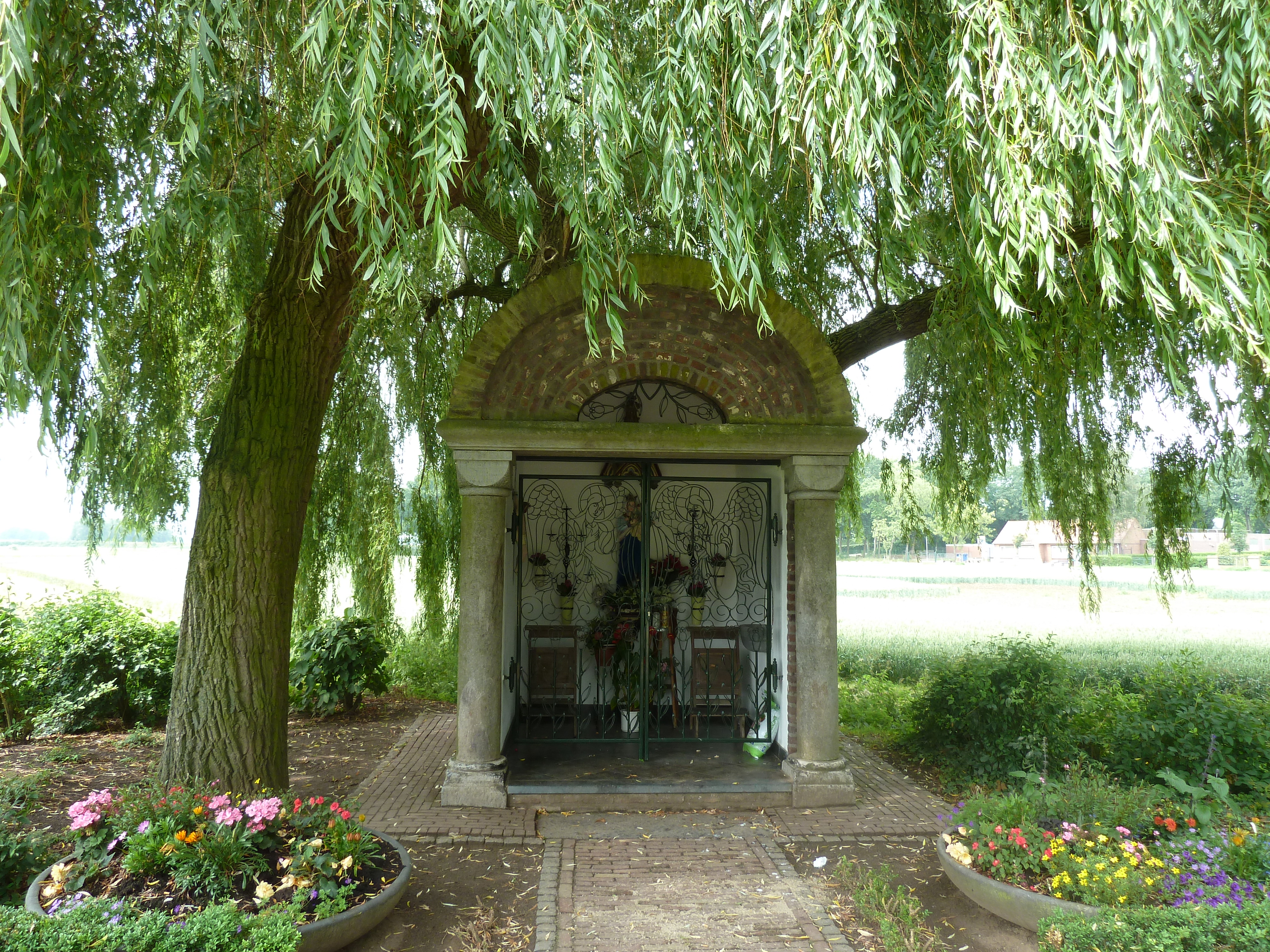
De Mariakapel